# Bombardement de Serhiivka
Les frappes de missiles de Serhiivka sont survenues le 1er juillet 2022, à 1 h 0 (UTC+3), lorsqu'un missile russe a touché un immeuble résidentiel et deux missiles ont touché un centre de loisirs à Serhiivka, dans le raïon de Bilhorod-Dnistrovskyï, dans l'oblast d'Odessa, en Ukraine,. Les frappes de missiles ont tué au moins 21 personnes (dont un garçon de 12 ans). L'événement présente des signes de crime de guerre. Le 2 juillet a été déclaré jour de deuil dans la région.

## Frappes de missiles

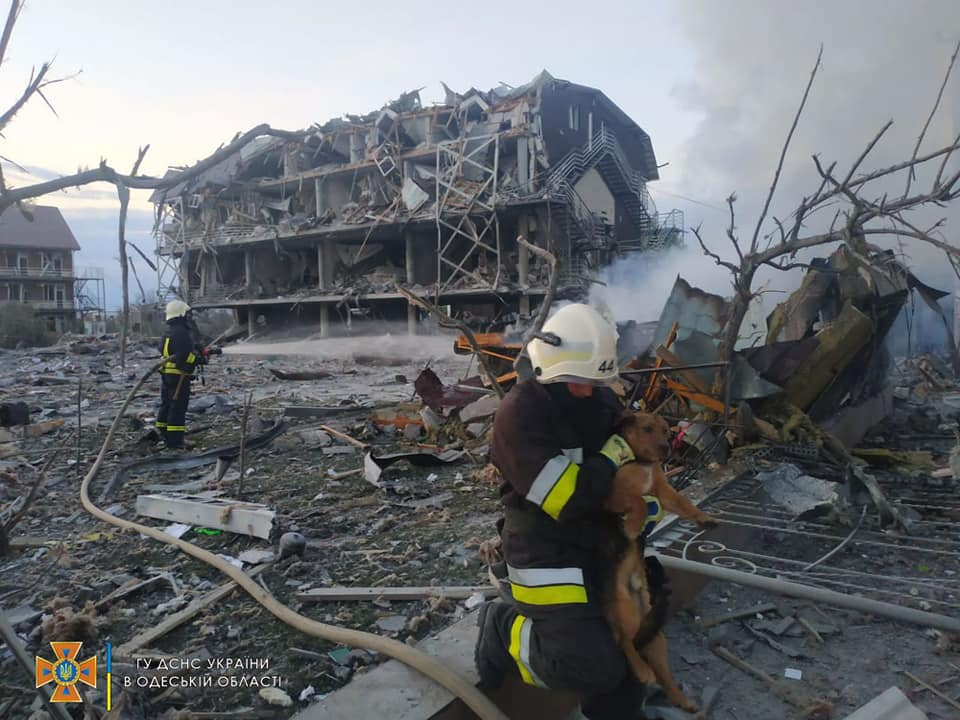
Destruction russe d'un autre centre de loisirs ukrainien dans le même quartier le 9 mai 2022.

Selon des informations préliminaires, trois avions Tu-22M3 de l'armée de l'air russe ont volé de l'oblast de Volgograd à la Crimée, et après 1 200 kilomètres ont tiré trois missiles Kh-22 (destinés à détruire des porte-avions) dans la direction du raïon de Bilhorod-Dnistrovskyï au village de Serhiivka.
Une roquette a touché un immeuble résidentiel de 9 étages, détruisant complètement une section. L'incendie s'est propagé de l'immeuble d'appartements au magasin attenant.
Le deuxième missile a touché un centre de loisirs dans le raïon de Bilhorod-Dnistrovskyï. Aucun incendie ne s'est déclaré au centre de loisirs.

## Victimes
Selon des données préliminaires, au moins 16 civils ukrainiens ont été tués dans le bâtiment résidentiel et au moins 5 autres (dont un garçon de 12 ans) ont été tués dans le centre de loisirs. 38 autres ont été blessés (dont 6 enfants). Des animaux domestiques sont également morts.

## Conséquences
Le 2 juillet a été déclaré jour de deuil dans la région.